# Махал (Клуж)
Махал (рум. Măhal) насеље је у Румунији у округу Клуж у општини Санмартин. Oпштина се налази на надморској висини од 320 m.

## Становништво
Према подацима из 2002. године у насељу је живело 132 становника.

### Попис2002.
| Расподела становништва по националности 2002.‍ | Расподела становништва по националности 2002.‍ | Расподела становништва по националности 2002.‍ | Расподела становништва по националности 2002.‍ | Расподела становништва по националности 2002.‍ |
| --------------------------------------------- | --------------------------------------------- | --------------------------------------------- | --------------------------------------------- | --------------------------------------------- |
|                                               |                                               |                                               |                                               |                                               |
| Румуни                                        | Румуни                                        |                                               | 119                                           | 90,2%                                         |
| Роми                                          | Роми                                          |                                               | 13                                            | 9,8%                                          |